# Apipilhuasco
Apipilhuasco es una localidad de México perteneciente al municipio de Atotonilco el Grande en el estado de Hidalgo.

## Toponimia
Del náhuatl Apipilhuaztli, canal de agua, co, lugar, “Lugar de acueductos”.

## Geografía
Se encuentra en la región de la Sierra Baja, a la localidad le corresponden las coordenadas geográficas 20° 18’ 32.598” de latitud norte y 98° 37’ 51.395” de longitud oeste, con una altitud de 1955 m s. n. m.
En cuanto a fisiografía se encuentra dentro de las provincia del Eje Neovolcánico, dentro de la subprovincia de Llanuras y Sierras de Querétaro e Hidalgo; su terreno es de llanura. En lo que respecta a la hidrografía se encuentra posicionado en la región Panuco, dentro de la cuenca del río Moctezuma, en la subcuenca del río Metzitlán. Cuenta con un clima semiseco templado.

## Demografía
En 2020 registró una población de 767 personas, lo que corresponde al 2.55 % de la población municipal. De los cuales 382 son hombres y 385 son mujeres. Tiene 217 viviendas particulares habitadas.
| Gráfica de evolución demográfica de Apipilhuasco entre 1900 y 2020                           |
|                                                                                              |
| Población de los censos y conteos del Instituto Nacional de Estadística y Geografía (INEGI). |

## Economía
La localidad tiene un grado de marginación alto y un grado de rezago social medio.